# Hotel Brülowski w Warszawie
Hotel Brülowski także Hotel Brül – hotel znajdujący się do 1944 przy ul. Fredry 12 (dawniej ul. hr. Pawła Kotzebue) w Warszawie. 
Hotel z widokiem na staw w Ogrodzie Saskim dysponował 94 pokojami. Nazwa hotelu pochodziła od pobliskiego pałacu Brühla.

## Historia
Budynek zbudowany został w 1880. W roku 1920 był też siedzibą poselstwa Danii. W 1944 podczas II wojny światowej został wysadzony przez Niemców.